# Wahclella Falls
Wahclella Falls – wodospad położony w Stanach Zjednoczonych, w Oregonie w hrabstwie Multnomah. Wodospad leży na Tanner Creek, dopływie rzeki Kolumbia, niedaleko jego ujścia gdzie Kolumbia tworzy bazaltowy kanion w Wyżynie Kolumbii należącej do Gór Kaskadowych, na wysokości 94 m n/p.m.
Wodospad nie jest widoczny z drogi turystycznej wiodącej dnem kanionu (ang. Columbia Gorge Scenic Highway), lecz wiedzie do niego wygodny szlak turystyczny. Jadąc drogą turystyczną od zachodu wodospad znajduje około 10 km za Horsetail Falls. Jest on dostępny pieszym szlakiem tworzącym pętlę o długości około 3,2 km